# Sofia Assefaová
Sofia Assefaová (* 14. listopadu 1987 Addis Abeba) je etiopská běžkyně na dlouhé vzdálenosti, která se specializuje na steeplechase na 3000 metrů. Na letních olympijských hrách 2012 byla stříbrnou medailistkou.